# Цвијета Зузорић
Цвијета Зузорић Пешони (Дубровник, 1552 — Анкона, 30. новембар 1648) била је племкиња, поета, песникиња из Дубровачке републике.

## Биографија
Рођена је у истакнутој српској трговачкој породици из Херцеговине, која у почетком 15. века прелази у Дубровник. Дошла су три брата: Милаш, Радивој и Влатко и постали дубровачка властела Зузорићи. Милаш и Радивој затим одлазе у Смедерево, где настављају да се баве трговином. Влатко Зузорић остаје у Дубровнику, и он је Цвијетин чукундеда. Зузорићи су били богата и отмена трговачка породица у Дубровнику. Песникињин прадеда се звао Павле, а деда Влахо, он је написао "прво стручно дело о двојном књиговодству”. Цвијетин отац је био ожењен Марином Радаљи, и преко ње је била у сродству са песником Динком Златарићем. Цвијета је била једна од пет ћерки својих родитеља. Породица њене мајке, Радаљи, се преселила у Дубровник из Венеције.
По њеном биографу, дубровачком професору Јорју Тадићу, Цвијета је рођена 1555. године у Дубровнику, али су се њени родитељи убрзо преселили у Италију, у град Анкону. Њен отац се тамо бавио трговином, па је Цвијета ту провела детињство и младост. Образовање је стекла у Анкони, где се из родитељског дома још као млада преселила код сестре Нике. Приклонивши се очевој вољи, који јој даје 40.000 „златних динара” мираза, удаје се 1570. године за познаника, фирентинског племића, трговца Бартоломеа Пешонија. С њим се сели у Фиренцу, а потом кад је он добио титулу конзула, поново вратила у родни Дубровник. У Дубровнику Цвијета са мужем, који наставља да се бави трговином, борави до 1583. године. Иако је Цвијета била омиљена и угледна и као таква део елите, њен муж је имао проблема у пословању. Доживљавају банкрот, због којег напуштају „красни” Дубровник, и враћају се у Анкону. По професору Јорју — није поуздано утврђено када је умрла, а последњи пут се помиње у документима 1609. године.
Цвијета Зузорић је око себе окупљала бројне уметнике. Због своје лепоте и отмености била је предмет обожавања у кругу песника окупљених у „академији сложних” (лат. Accademia degli Concordi).
Опевали су је и посветили јој своја дела песници Динко Златарић (рођак), Иван Бунић, Михо Моленди, Марош Богито и филозоф Никола Гучетић. О Дубровчанки пишу и Италијани: Симонети, Бакибајавко и Торквато Тасо — који јој је посветио три сонета и пет мадригала.
Претпоставља се да је и сама писала песме, премда ништа од њих није сачувано.

## Павиљон
У Београду након Првог светског рата, Бранислав Нушић је покренуо иницијативу, а касније је и основано друштво пријатеља уметности под њеним именом. Ово друштво је подигло павиљон на Калемегдану за уметничке изложбе и данас се користи у исте сврхе.